# Інструменталізм
Інструменталізм — ключова настанова в філософії і методології науки, що розглядає наукові поняття, теорії та гіпотези як інструменти, необхідні для орієнтації людини в його взаємодії з природою і суспільством. Інструменталізм тісно пов'язаний з прагматизмом, операціоналізмом і конвенціоналізмом. Розгорнуту концепцію інструменталізму сформулював Джон Дьюї.